# Военный переворот в Судане (2019)
Военный переворот в Судане произошёл утром 11 апреля 2019 года, в результате него президент Судана Омар аль-Башир, занимавший этот пост почти 30 лет, был отстранён от власти вооружёнными силами страны после продолжавшихся долгое время протестов.

## Предыстория
Протесты продолжались в Судане с 19 декабря 2018 года, когда в нескольких городах вспыхнула серия демонстраций из-за резкого роста стоимости жизни и ухудшения экономического состояния. В январе 2019 года внимание протестующих переключилось с экономических вопросов на призывы к отставке президента страны Омара аль-Башира.
К февралю 2019 года аль-Башир объявил первое чрезвычайное положение в стране за последние двадцать лет на фоне растущих беспорядков, а также провёл ряд перестановок во власти, которые так и не исправили ситуацию.

## Переворот и последствия
Утром 11 апреля суданские военные распустили кабинет министров и Национальное законодательное собрание, а также объявили трёхмесячное чрезвычайное положение, за которым последует двухлетний переходный период. Ахмед Авад ибн Ауф, который одновременно являлся министром обороны Судана и вице-президентом страны, объявил себя де-факто главой государства, а также заявил о приостановлении действия конституции страны и ввёл комендантский час с 10 часов вечера до 4 часов утра, фактически запретив протестную деятельность.
Государственные СМИ сообщили, что все политические заключённые, включая лидеров протеста против аль-Башира, были освобождены из тюрьмы. Партия экс-президента аль-Башира «Национальный конгресс Судана» заявила, что они проведут митинг в поддержку свергнутого главы государства. В свою очередь, солдаты совершили налёт на офисы Исламского движения, основного идеологического крыла «Национального конгресса» в Хартуме.
12 апреля глава политического комитета Военного Совета Умар Зейн аль-Абидин заявил, что бывший президент аль-Башир не будет выдан Международному уголовному суду, а будет осуждён на родине. Он также рассказал, что срок переходного периода может быть сокращён до месяца, если ситуация в стране стабилизируется. В таком случае, власть будет передана в руки гражданскому правительству.
Вечер того же дня Ахмед Авад ибн Ауф ушёл с поста председателя Переходного военного совета и назначил своим преемником генерал-лейтенанта Абдель Фаттах аль-Бурхана, который занимал пост генерального инспектора вооружённых сил. Это произошло после протестов по поводу его решения не выдавать аль-Башира Международному уголовному суду и так как, по мнению протестующих, Ауф является одной из ведущих персон власти экс-президента Башира.
13 апреля аль-Бурхан призвал провести в этот день встречу с оппозицией, выступающей за свободу и перемены. В свою очередь, Силы быстрой поддержки Судана призвали создать переходный совет, в который должны войти гражданские и военные деятели, а также провести свободные выборы под контролем международных наблюдателей и сформировать суды и генпрокуратуру для борьбы с коррупцией. В тот же день аль-Бурхан отменил комендантский час и подписал указ об освобождении всех людей, арестованных чрезвычайным судом во время протестов. В отставку был отправлен глава Национальной службы безопасности и разведки Салах «Гош» Абдалла, наблюдавший за разгоном протестов. Переговоры между протестующими и военными о переходе к гражданскому правительству состоялись в этот день.
14 апреля было объявлено, что Совет согласился назначить гражданского премьер-министра и чтобы гражданские лица руководили каждым министерством, за исключением министерств обороны и внутренних дел. В тот же день официальный представитель Военного Совета Шамс Эль Дин Каббаши Синто объявил, что Ауф был отстранён от должности министра обороны, а генерал-лейтенант Абу Бакр Мустафа был назначен на должность директора Национальной службы безопасности и разведки.
15 апреля Шамс ад-Дин Каббаши объявил, что бывшая правящая партия «Национального конгресса» не будет участвовать в переходном правительстве. Несмотря на то, что партия не имеет право участвовать в переходном процессе, ей не было запрещено участвовать в будущих выборах. Известный активист Мохаммед Наджи аль-Асам объявил, что доверие между военными и протестующими также растёт после того, как всё больше происходит переговоров и освобождается большее число политических заключённых, несмотря на плохо организованную попытку армии разогнать сидячую забастовку. Было также объявлено о реорганизации Военного Совета, которая началась с назначения генерал-полковника Хашема Абделя Мутталиба Ахмеда Бабакра начальником штаба армии, а генерал-полковника Мохамеда Отмана аль-Хусейна — заместителем начальника штаба. Африканский союз дал Судану 15 дней на установление гражданского правительства. Если правящий Военный Совет не отойдёт от власти, то Судан будет отстранён от работы организации, а членство будет приостановлено.
16 апреля Военный Совет объявил, что аль-Бурхан снова выполнил требования протестующих и уволил трёх главных прокуроров страны, в том числе главного прокурора Омара Ахмеда Мохамеда Абдельсалама, государственного обвинителя Амера Ибрагима Меджида и заместителя государственного обвинителя Хешама Османа Ибрагима Салеха. В тот же день два осведомлённых источника сообщили CNN, что аль-Баширу, его бывшему министру внутренних дел Абдельрахиму Мохамеду Хуссейну и бывшему главе правящей партии Ахмеду Харуну будут предъявлены обвинения в коррупции и смерти протестующих.
25 апреля после переговоров между оппозицией и армией военное правительство покинули трое генералов.
В этот же день, Африканский союз продлил срок ультиматума о передаче власти от военных новому гражданскому правительству. Лидеры африканских стран на саммите в Каире пришли к соглашению предоставить Военному Совету три месяца на передачу власти.
27 апреля, после ряда неудачных попыток проведения переговоров между оппозицией и военными, Альянс «За свободу и перемены» и Военный Совет пришли к соглашению о создании совета по управлению страной. Сторонам предстоит договориться о численности лиц представляющих две силы в новом совете. Силы протестующих предложили, чтобы в совет вошли 8 гражданских и 7 военных представителей, а армия настаивает на том, что совет будет состоять из 10 человек, 7 из которых делегирует Военный совет, 3 будут представлять гражданские силы.

## Аресты прежнего руководства страны
После задержания аль-Башира, как сообщается, его поместили под домашний арест и держали под усиленной охраной, заменив личного телохранителя. Генерал-полковник аль-Абидин, член Переходного военного совета, заявил, что военное правительство не будет выдавать аль-Башира Гааге для предъявления обвинений в Международном уголовном суде, где аль-Башир обвиняется в преступлениях против человечности, а также военных преступлений в связи с геноцидом в Дарфуре в период с 2003 по 2008 год. Аль-Абидин сказал, однако, что военное правительство будет стремиться преследовать аль-Башира в Судане.
Более 100 союзников аль-Башира, в том числе премьер-министр Мухаммад Тахир Айла, лидер партии «Национальный конгресс» Ахмед Харун, член «Национального конгресса» Авад аль-Джаз, бывший министр обороны и губернатор провинции Хартум Абдель Рахим Мохаммед Хуссейн и бывшие вице-президенты Бакри Хасан Салех и Али Осман Таха, также были арестованы. Сообщалось также, что больше людей, служивших в правительстве аль-Башира, также были арестованы 14 апреля 2019 года. Среди них оказались глава политического сектора партии Абдель Рахман аль-Хидир, бывший министр внутренних дел Ибрагим Махмуд, бывший министр по делам президента Фадл Абдалла и глава молодёжного сектора партии Мохамед аль-Амин.
17 апреля двое сотрудников тюрьмы, а также члены семьи аль-Башира подтвердили, что экс-президента Омар аль-Башира перевели из президентского дворца, где он находился под домашним арестом, в тюрьму строгого режима Кобар в Хартуме. Кобар — это та же тюрьма, где аль-Башир содержал политических заключённых во время своего пребывания у власти. Аль-Башир, как сообщается, окружён строгой охраной и содержится в одиночном заключении. Перевод произошёл на следующий день после того, как министр иностранных дел Уганды Генри Орем Окелло рассказал о возможности предоставления убежища бывшему президенту Судана в Уганде. Несколько других союзников аль-Башира также содержатся в тюрьме. Сообщения о переводе аль-Башира были позже подтверждены «Аль-Джазира» тюремным охранником. Представитель Военного Совета Шамс Эльдин Кабаши добавил, что двое из братьев аль-Башира, Абдулла аль-Башир и Алабас аль-Башир, также были арестованы.
25 апреля телеканал Sky News Arabia со ссылкой на свои источники сообщил, что военное правительство освободило из-под стражи председателя Национальной ассамблеи страны Ибрагима Ахмеда Омера и двух бывших вице-президентов Судана — Хассабо Мухаммеда Абдель Рахмана и Мухаммеда Османа Кибра. В свою очередь, официальный представитель Военного Совета опроверг эту информацию.